# Rue Guépin
La rue Guépin est une voie de Nantes, en France.

## Situation et accès
Située dans le centre-ville de Nantes, la rue Guépin relie la rue de Feltre, au niveau de la place du Bon-Pasteur, à la rue des Deux-Ponts, est une artère pavée et piétonne. L'extrémité nord de la voie débouche sur une placette pavée, à la jonction des rues Pierre-Chéreau, Paré et des Deux-Ponts.

## Origine du nom
Elle rend hommage au médecin, écrivain et homme politique Ange Guépin, qui joue un rôle important dans la vie politique et sociale nantaise,, et qui a résidé « rue Contrescarpe » à partir de 1829.

## Historique
Jusqu'au XVIIIe siècle, la rue est longée par une contrescarpe, muret défensif qui surplombe la rive extérieure de l'ancien fossé, au pied des remparts de la ville (actuelle rue de l'Arche-Sèche). Après la démolition de ces éléments défensifs en 1743, l'artère est intégrée à la rue Contrescarpe, et prend parfois le nom de « rue Haute-Contrescarpe ».
Ancienne partie haute de la rue Contrescarpe, elle reçoit sa dénomination actuelle le 27 février 1875.
Lors de la Seconde Guerre mondiale, le quartier est sévèrement touché par les bombardements des 16 et 23 septembre 1943, mais la plupart des immeubles qui bordent la rue ne subissent peu ou pas de sinistres ; certains sont néanmoins reconstruits.

## Bâtiments remarquables et lieux de mémoire
Au no 5 est fondé en 1952, une confiserie baptisé « La Maison des Baptêmes », spécialisée dans la fabrication et la vente de dragées artisanales pour les baptêmes et les mariages. Cette activité en fit l'un des commerces du centre-ville les plus réputés avant qu'il ne ferme définitivement ses portes le 31 décembre 2016.